# Baudio
El baudio es una unidad de medida utilizada en telecomunicaciones que representa el número de símbolos por segundo en un medio de transmisión. Debe su nombre al apellido de Émile Baudot, que fue un ingeniero de telegrafía francés inventor de un aparato telegráfico y del código Baudot (1874) utilizado por los teletipos.
En general, cada símbolo se compone de una o varias señales físicas en función del esquema de modulación y se corresponde con una u otra cantidad de información en bits. Así, es posible encontrar una relación directa entre la velocidad en baudios y la velocidad en bits por segundo en una línea; solo cuando cada símbolo representa un único bit de información ambas velocidades coinciden. Así
{\displaystyle n={\frac {rb}{rs}}}
donde:
- {\displaystyle rb}: régimen binario o tasa de bits
- {\displaystyle rs}: tasa de modulación o tasa de símbolos y
- {\displaystyle n}: número de bits por nivel para la codificación de línea.

El baudio puede escalarse en términos métricos:
- 1 kBd (kilobaudio) = 1000 Bd
- 1 MBd (megabaudio) = 1000 kBd
- 1 GBd (gigabaudio) = 1000 MBd.

En cuanto a las aplicaciones en el ámbito de las telecomunicaciones, en los módems tradicionales, la tasa de baud era una medida crucial del rendimiento. Por ejemplo, un módem de 9600 baud podría transmitir hasta 9600 cambios de señal por segundo. Mientras que en la comunicación de datos, los sistemas modernos de comunicación de datos a menudo usan la tasa de baud para describir la velocidad de transferencia de datos. En técnicas de modulación complejas, un solo baud puede representar varios bits de datos, por lo que entender la técnica de modulación es importante para correlacionar la tasa de baud con la tasa de bits.
Las técnicas de modulación binarias son tales que en esquemas de modulación binaria simples, cada baud representa un bit. Por ejemplo, en un sistema de 2400 baud usando modulación binaria, la tasa de datos también es de 2400 bits por segundo. Mientras que en modulación multinivel, en técnicas de modulación más avanzadas como la Modulación por Amplitud en Cuadratura (QAM), cada baud puede representar múltiples bits. Por ejemplo, en 16-QAM, cada símbolo representa 4 bits, por lo que la tasa de bits puede ser mucho mayor que la tasa de baud.
En las comunicaciones digitales contemporáneas, la tasa de baud a menudo se discute junto con la tasa de bits y la tasa de símbolos para describir con precisión las velocidades de transmisión de datos. Los sistemas modernos utilizan técnicas de modulación avanzadas que hacen que la comparación directa de la tasa de baud con la tasa de bits sea menos directa.

## Historia
En 1926, debido a la existencia de dos tipos de sistemas de telegrafía (los caracterizados por elementos de transmisión de igual duración y los diferenciales), la velocidad de transmisión se definió por el número de intervalos elementales transmitidos por segundo.
Esta definición se da en 1929 en el periódico telegráfico de julio de 1929, bajo el nombre de velocidad de transmisión que reemplaza el término velocidad de transferencia ; el mismo año, se propuso el término baudios en homenaje a Émile Baudot.
El propósito de esto fue comparar dispositivos cuyas diferencias en las características técnicas llevaron a diferentes unidades de conteo: número de revoluciones por minuto, número de agujeros, longitud de las tiras perforadas por minuto, número de palabras por minuto (independientemente del número de letras), número de letras por minuto.
Así, en 1929, para una teleimpresora que funcionaba a una velocidad de rotación de 210 revoluciones por minuto, las velocidades en baudios eran las siguientes:
| Aparato                 | Contactos | Bauds |
| ----------------------- | --------- | ----- |
| Baudot-Picard cuádruple | 20        | 70    |
| Baudot cuádruple duplex | 22        | 77    |
| Baudot cuádruple a 23   | 23        | 80,5  |
| Baudot cuádruple a 24   | 24        | 84    |

En 1931, se llevaron a cabo transmisiones a 50 baudios a través de redes fantasmas y redes superfantasmas a distancias de varios cientos de kilómetros.
En 1933, se alcanzaron transmisiones a 25 baudios sobre 58.000  km.
En 1934, se reorganizó el sistema de medición de la velocidad de transmisión para tener una velocidad de transmisión válida para todos los sistemas de telégrafo, tanto Hugues como Baudot. En ese momento, para una rotación de 120 revoluciones por minuto (dos revoluciones por segundo), la velocidad del sistema Hugues se contaba a 56 baudios (2 × 28 pernos), pero el nuevo sistema de medición contaba entonces solo 22,4 baudios (debido a una proporción de 2,5). Al mismo tiempo, para una velocidad de 180 revoluciones por minuto (tres revoluciones por segundo), el sistema Baudot cuádruple de 25 contactos se midió a 75 baudios (3 × 25) y el sistema Baudot doble, a la mitad.
En 1958, en los Estados Unidos, el primer módem informático comercial fue el Bell 101 que funcionaba a una velocidad de 110 baudios.
En 1960, en Francia, una velocidad de 50 baudios seguía siendo la velocidad de referencia normal para un servicio de telégrafo.
En 1962, Electronic Industries Alliance estandarizó el puerto RS-232 utilizado para enlaces seriales locales.
En 1962, en los Estados Unidos, el Bell 103 fue el segundo módem informático comercial entregado por AT&T Corporation . Operaba a través de líneas telefónicas regulares a una velocidad de 300 baudios.
En 1976 aparecen los estándares V10 y V11 operando a 100 kbaudios y 10 Mbaudios.
En 1976, el protocolo V.29 fue validado / estandarizado, proporcionando módems que transmiten a una velocidad de 9600 baudios en circuitos arrendados de tipo telefónico punto a punto con cuatro cables.
En 1979, en Francia, determinados sistemas industriales funcionaban a una velocidad de 600 baudios.
En 1980, el Bell 212A (protocolo V.22) transmitía a 1200 baudios (o 600 baudios).
En 1988, la UIT aprobó uno de los primeros estándares de módem telefónico de consumo, el estándar V.23 (utilizado en Minitels ) que permite transferencias a 1200 baudios y 600 baudios y un canal de retorno a 75 baudios.
En 1998 aparecieron módems de 56 kb / s (8000/3429 baudios) (protocolo V.90).
Posteriormente, los enlaces seriales de modulación de banda base y portadora única más o menos cayeron en desuso [ref. necesario] en favor de otras tecnologías y protocolos más complejos que no transfieren cada bit en un tiempo fijo (tecnologías de redes inalámbricas, DSL, OFDM, etc.).

## Relación con la tasa de bits bruta
La velocidad de símbolo está relacionada con la velocidad de bits bruta expresada en bit/s. 
El término baudio a veces se ha utilizado incorrectamente para referirse a la velocidad de bits, ya que estas velocidades son las mismas en los módems antiguos y en los enlaces de comunicación digital más simples que utilizan solo un bit por símbolo, de modo que se representa el dígito binario "0" por un símbolo y el dígito binario "1" por otro símbolo. En módems y técnicas de transmisión de datos más avanzados, un símbolo puede tener más de dos estados, por lo que puede representar más de un bit. Un bit (dígito binario) siempre representa uno de dos estados.
Si se transportan N bits por símbolo, y la tasa de bits bruta es R, incluida la sobrecarga de codificación de canal, la tasa de símbolos fs se puede calcular como
{\displaystyle f_{\text{s}}={R \over N}.}
Al tomar la información por pulso N en bit/pulso como el logaritmo en base 2 del número de mensajes distintos M que podrían enviarse, Hartley construyó una medida de la tasa de bits bruta R como
{\displaystyle R=f_{\text{s}}N\quad }  donde {\displaystyle \quad N=\left\lceil \log _{2}(M)\right\rceil .}
Aquí el {\displaystyle \left\lceil x\right\rceil } denota la función de techo de {\displaystyle x}. Donde {\displaystyle x} se toma como cualquier número real mayor que cero, entonces la función de techo se redondea al número natural más cercano (p. ej. {\displaystyle \left\lceil 2.11\right\rceil =3}).
En ese caso M = 2N, se utilizan diferentes símbolos. En un módem, estos pueden ser tonos de onda sinusoidal de tiempo limitado con combinaciones únicas de amplitud, fase y/o frecuencia. Por ejemplo, en un módem 64QAM, M = 64 , por lo que la velocidad de bits es N = log2(64) = 6 veces la velocidad en baudios. En un código de línea, estos pueden ser M niveles de voltaje diferentes.
La razón no es necesariamente un número entero; en la codificación 4B3T, la tasa de bits es 43 de la velocidad en baudios. (Una interfaz de velocidad básica típica con una velocidad de datos sin procesar de 160 kbit / s funciona a 120 kBd).
Los códigos con muchos símbolos y, por tanto, con una tasa de bits superior a la tasa de símbolos, son más útiles en canales como las líneas telefónicas con un ancho de banda limitado pero una alta relación señal/ruido dentro de ese ancho de banda. En otras aplicaciones, la tasa de bits es menor que la tasa de símbolos. La modulación de ocho a catorce como se usa en los CD de audio tiene una tasa de bits 814 de la velocidad en baudios.

## Módem por cable
Un módem por cable se conecta a un sistema de televisión por cable en las instalaciones del abonado y permite la transmisión bidireccional de datos a través del sistema de cable, generalmente a un proveedor de servicios de Internet. El cablemódem suele estar conectado a un ordenador personal o a un router mediante una conexión Ethernet que funciona a velocidades de línea de 10 o 100 Mbps. En la "cabecera", o punto central de distribución del sistema de cable, un sistema de terminación de módem por cable conecta la red de televisión por cable a Internet. Dado que los sistemas de módem por cable funcionan simultáneamente con los sistemas de televisión por cable, las frecuencias de subida (del abonado al CMTS) y de bajada (del CMTS al abonado) deben seleccionarse para evitar interferencias con las señales de televisión.
La capacidad bidireccional era bastante rara en los servicios de cable hasta mediados de los años 90, cuando la popularidad de Internet aumentó considerablemente y se produjo una importante consolidación de los operadores en la industria de la televisión por cable. Los módems de cable se introdujeron en el mercado en 1995. Al principio todos eran incompatibles entre sí, pero con la consolidación de los operadores de cable surgió la necesidad de un estándar. En América del Norte y del Sur, un consorcio de operadores desarrolló la Especificación de Interfaz de Servicios de Datos por Cable (DOCSIS) en 1997. La norma DOCSIS 1.0 ofrecía un servicio básico de datos bidireccional de 27 a 56 Mbps de bajada y hasta 3 Mbps de subida para un solo usuario. Los primeros módems DOCSIS 1.0 estuvieron disponibles en 1999. La norma DOCSIS 1.1, publicada ese mismo año, añadió la capacidad de voz sobre el protocolo de Internet (VoIP), permitiendo así la comunicación telefónica a través de los sistemas de televisión por cable. DOCSIS 2.0, publicado en 2002 y estandarizado por la UIT como J.122, ofrece velocidades de datos ascendentes mejoradas del orden de 30 Mbps.
Todos los cablemódems DOCSIS 1.0 utilizan QAM en un canal de televisión de seis megahercios para el flujo descendente. Los datos se envían de forma continua y son recibidos por todos los cablemódems en el ramal híbrido coaxial-fibra. Los datos de subida se transmiten en ráfagas, utilizando la modulación QAM o la modulación por desplazamiento de fase en cuadratura (QPSK) en un canal de dos megahercios. En la modulación por desplazamiento de fase (PSK), las señales digitales se transmiten cambiando la fase de la señal portadora en función de la información transmitida. En la modulación por desplazamiento de fase binaria, la portadora adopta las fases +90° y -90° para transmitir un bit de información; en QPSK, la portadora adopta las fases +45°, +135°, -45° y -135° para transmitir dos bits de información. Como un ramal de cable es un canal compartido, todos los usuarios deben compartir el ancho de banda total disponible. En consecuencia, la tasa de rendimiento real de un cablemódem es una función del tráfico total en la rama; es decir, a medida que más abonados utilizan el sistema, el rendimiento total por usuario se reduce. Los operadores de cable pueden acomodar mayores cantidades de tráfico de datos en sus redes reduciendo la extensión total de un único ramal de fibra coaxial.
Cada elemento modificado de la onda portadora modulada (por ejemplo, un desplazamiento de una frecuencia a otra o un desplazamiento entre dos fases) se conoce como baudio. En los primeros módems de banda de voz de los años 60, un baudio representaba un bit, de modo que un módem que funcionaba, por ejemplo, a 300 baudios por segundo (o, más sencillamente, 300 baudios) transmitía datos a 300 bits por segundo. En los módems modernos, un baudio puede representar muchos bits, por lo que la medida más precisa de la velocidad de transmisión son los bits o kilobits (mil bits) por segundo. A lo largo de su desarrollo, los módems han aumentado su rendimiento de 300 bits por segundo (bps) a 56 kilobits por segundo (Kbps) y más. Los módems de cable alcanzan un rendimiento de varios megabits por segundo (Mbps; millones de bits por segundo). A las velocidades de bits más altas, es necesario emplear esquemas de codificación de canal para reducir los errores de transmisión. Además, se pueden utilizar varios esquemas de codificación de la fuente para "comprimir" los datos en menos bits, lo que aumenta la velocidad de transmisión de la información sin aumentar la tasa de bits.

## Tecnologías en desarrollo para aumentar velocidades de transmisión de datos
A principios del siglo XXI hay varias áreas de investigación en curso y tecnologías emergentes destinadas a aumentar las tasas de transmisión y mejorar la eficiencia de los sistemas de comunicación. Estas áreas de investigación y tecnologías están empujando los límites de los sistemas de comunicación actuales, con el objetivo de aumentar significativamente las tasas de baud y las capacidades generales de transmisión de datos. Involucran avances en técnicas de modulación, fibra óptica, nuevas bandas de frecuencia, arquitectura de red y tecnologías cuánticas. Mantenerse al tanto de estos desarrollos puede proporcionar información sobre las capacidades futuras de los sistemas de comunicación.
- Técnicas de Modulación Avanzadas

La investigación se centra en desarrollar esquemas de modulación más eficientes, como la Modulación por Amplitud en Cuadratura (QAM) de orden superior y la Multiplexión por División de Frecuencia Ortogonal (OFDM). Estas técnicas aumentan la cantidad de datos transmitidos por baud al representar múltiples bits por símbolo. Con esquemas de modulación avanzados como 256-QAM o 1024-QAM, las tasas de baud pueden ser muy altas. Por ejemplo, en sistemas de fibra óptica de alta velocidad, se han demostrado tasas de baud de hasta 100 GHz, donde cada baud puede transportar múltiples bits debido a la modulación de alto orden.
- Tecnologías de Fibra Óptica[13]

Multiplexión por División de Longitud de Onda (DWDM): DWDM permite enviar múltiples flujos de datos simultáneamente a través de una sola fibra óptica utilizando diferentes longitudes de onda (canales). Esto multiplica efectivamente la capacidad de los sistemas de fibra óptica. Con las tecnologías actuales, cada longitud de onda puede manejar tasas de baud en el rango de 100-400 Gbaud. Combinado con modulación avanzada, las tasas de datos pueden superar 1 Tbps por fibra.
Tecnologías de Peine de Frecuencia Óptica: Se están explorando para aumentar aún más el número de canales y el ancho de banda en las comunicaciones ópticas. Se exploran tasas de baud de hasta varios terahercios (THz) utilizando peines de frecuencia óptica. Por ejemplo, los sistemas experimentales han alcanzado tasas de baud en el rango de 1 THz.  
- Comunicación en Terahercios

Banda de Terahercios (THz): La investigación en comunicación THz busca utilizar el espectro de frecuencias entre microondas e infrarrojo, lo que tiene el potencial de proporcionar tasas de datos extremadamente altas. La comunicación THz podría ofrecer anchos de banda y tasas de transmisión significativamente mayores en comparación con las tecnologías actuales. La investigación en comunicación THz está orientada a tasas de baud en el rango de cientos de gigahercios a terahercios. Los sistemas experimentales han demostrado tasas de baud de hasta 1 THz.
- Tecnologías 5G y Más Allá (6G)

Redes 5G: El 5G introduce nuevas tecnologías como MIMO Masivo (Multiple Input Multiple Output) y formación de haces avanzada que mejoran las tasas de datos y la eficiencia. Para los sistemas 5G utilizando MIMO avanzado y formación de haces, las tasas de baud pueden alcanzar hasta 100 GHz en algunas aplicaciones de alta velocidad. Sin embargo, la tasa de datos real depende del esquema de modulación y las condiciones del canal.
Investigación en 6G: La investigación en 6G está explorando bandas de frecuencia aún más altas (como sub-terahercios) y tecnologías avanzadas como la formación de haces holográfica y superficies inteligentes para impulsar aún más las tasas de transmisión de datos. Las tecnologías 6G están explorando tasas de baud de hasta varios terahercios. La investigación experimental ha demostrado tasas de baud en el rango de 1-10 THz, pero la implementación generalizada aún está a unos años de distancia.
- Comunicación Cuántica

Distribución de Claves Cuánticas (QKD): Esta tecnología proporciona canales de comunicación seguros con tasas de transmisión potencialmente altas. La investigación en comunicación cuántica está explorando formas de aumentar las tasas de datos y la distancia. Los sistemas experimentales utilizando entrelazamiento cuántico y fotónica han logrado altas tasas de datos, con tasas de baud potenciales en el rango de gigahercios para sistemas prácticos.
- Tecnologías MIMO (Multiple Input Multiple Output)[14]

MIMO Masivo: Los avances en MIMO masivo implican el uso de un gran número de antenas para mejorar la eficiencia espectral y aumentar las tasas de transmisión. Esta tecnología es un componente clave del 5G y se está desarrollando aún más para redes futuras. Con los sistemas MIMO del 5G, las tasas de baud pueden alcanzar hasta 100 GHz, con posibles aumentos futuros a medida que se desarrollan más antenas y técnicas avanzadas de formación de haces.
- Codificación de Red

Técnicas de Codificación de Red: Estas técnicas implican codificar datos a través de múltiples rutas de red para aumentar el rendimiento y la eficiencia. La investigación está en curso para mejorar la implementación y efectividad de la codificación de red en diversos escenarios de comunicación.
- Códigos de Corrección de Errores Avanzados:

Corrección y Detección de Errores: El desarrollo de códigos de corrección de errores más eficientes, como los códigos de Paridad de Baja Densidad (LDPC) y los códigos Turbo, puede mejorar la fiabilidad y la tasa de datos efectiva de los sistemas de comunicación.
- Técnicas de Procesamiento de Señales:

Procesamiento de Señales Avanzado: Técnicas como la filtración adaptativa, la ecualización y el procesamiento no lineal se están investigando para mejorar el rendimiento de los sistemas de comunicación y aumentar las tasas efectivas de baud. Las técnicas avanzadas de procesamiento de señales mejoran la tasa de baud efectiva al mejorar la integridad de la señal y reducir el ruido. Las tasas de baud en sistemas prácticos pueden alcanzar hasta 100 GHz o más, dependiendo de la tecnología específica y la aplicación.
- Comunicación Satelital y Espacial

Satélites en Órbita Baja (LEO): Se están desarrollando redes de satélites LEO para proporcionar cobertura global de internet de alta velocidad, con investigaciones en curso para mejorar las tasas de datos y reducir la latencia.

## Ejemplos
En el caso de las máquinas teletipo, todavía en uso en algunos medios, se decía que la velocidad de transmisión era normalmente de 50 baudios. En este caso, como los eventos eran simples cambios de voltaje 1 --> (+), 0 --> (–), cada evento representaba un solo bit o impulso elemental, y su velocidad de transmisión en bits por segundo coincidía con la velocidad en baudios.
Sin embargo, en los módems que utilizan diversos niveles de codificación, por ejemplo mediante modulación de fase, cada evento puede representar más de un bit, con lo cual ya no coinciden bits por segundo y baudios.